# محمد أمين حاج سعيد
محمد أمين حاج سعيد سياسي جزائري، شغل منصب وزير السياحة والصناعة التقليدية بحكومة سلال الثانية.